# Juraj Tomac
Juraj Tomac (Molve, 17. travnja 1866. – Vojni Križ, 14. ožujka 1930.), hrvatski katolički prezbiter i pravaški političar. 
Klasičnu gimnaziju i Teološki fakultet završio je u Zagrebu, potom se je zaredio 1899. godine. Nakon obavljanja župne službe u Pakracu i Biškupcu 1910. godine dolazi na mjesto župnika u Vojnom Križu, gdje je i proveo najveći dio života. Bio je poznat zbog svoga rodoljublja kao pristaša političkih ideja Ante Starčevića. Jedna od njegovih stalnih političkih zanimanja bilo je bavljenje odnosom između katoličkoga svećenstva i ideologije Hrvatsko-srpske koalicije, koja se je pod sve jačim utjecajem Svetozara Pribićevića i srpskoga krila te koalicije sve više pretvarala u ideju o jedinstvenom, unitarnom jugoslavenskom narodu. Saborskim zastupnikom prvi put postaje 1903. godine, a u Hrvatski sabor biran je ukupno pet puta. Objavljivao je tekstove u nizu časopisa i bio je vrstan govornik. Pokopan je u Križu.